# たくろうLIVE'73
『よしだたくろう LIVE '73』（よしだたくろう らいぶ 73）は、1973年12月21日に吉田拓郎（当時はよしだたくろう）がリリースしたライブ・アルバム。1973年11月26･27日に東京中野サンプラザホールで行われた【吉田拓郎リサイタル】のライヴ音源。リリース時の販売価格は2000円。
1986年にCD化された。1990年のCD選書のほか、2006年にも再リリースされている。

## 解説
「自身のヴォーカルは小さく聴こえても構わない、バンドサウンドを聴かせたい」が本アルバムのコンセプト。当時の日本でトップクラスのスタジオ・ミュージシャンたちに加えて、ブラスとストリングス・セクションをバックにした（演奏者の項を参照）、当時のロックコンサートとしてのクオリティの高さで群を抜く日本のレコード史上最初の本格的なライヴアルバムともいわれる。拓郎は以前からステージでブラス・セクション等も使ったことはあるが、全体的にスタジオ録音盤に比べてはるかにビートを強くして、ロックを前面に押し出し、アレンジも含め各段の出来を見せる。拓郎はこの年、単独と新六文銭として77本のコンサートツアーを実施しているが、当時のフォークやロックのアーティストのライブは、たいてい何人かのオムニバス形式（ジョイントコンサート）で、単独、しかも大ホールでコンサートツアーを実施できる人気アーティストは拓郎以外にいなかった。
曲名の後ろに'73がついている曲と小室等の#8「雨が空から降れば」以外はこのライブで初録音、13曲中9曲を新曲として発表、つまりライブ盤なのにオリジナル盤の気概を持つ。当時、著名なアーティストでこのような形式をとったケースは稀である。このライブのおよそ半年前の6月1日にアルバム『伽草子』がリリースされていたが、『伽草子』の収録曲は『LIVE'73』には選曲されていない。『伽草子』リリース直後のライブでは収録曲を演奏していたが、『LIVE'73』を録音したステージで演奏されたのは「ビートルズが教えてくれた」と「新しい朝」の2曲だけであり、「ニューアルバムを携えてツアーを引っ張る」というパターンからも外れている。
前年6月に四角佳子と結婚するものの、ツアー先で婦女暴行事件容疑でこの年5月に逮捕（不起訴処分となり釈放）された後に行われたライブの模様を収録。翌年には子供が生まれるその前という激動の時期に発売されている。 
何故、ほとんどが新曲にしたのか、という答えは、どんなに社会的な報復を受けようが、拓郎が音楽に何を賭けようとしたか、音楽で答えを出して見せるという気合を感じさせる。本人もこのアルバムについては思い入れがあるらしく、後に雑誌のインタビューで「13曲目「望みを捨てろ」は失敗だったけど、それ以外は本当に良かった」といった趣旨の発言をした。なぜ「望みを捨てろ」を失敗と評価したのかは不明。
13曲目「望みを捨てろ」が歌唱中にフェイドアウトする形でアルバムは終わっているが、カセットテープ版では歌唱終了後にフェイドアウトしているため、収録時間が1分以上長くなっている。

## 評価
リリース時に街のレコード店員の間では、全てB面の「雨が空から降れば」「こうき心 '73」「望みを捨てろ」の3曲の評判がよく、特に「雨が空から降れば」が女性店員の間で受けがよかった。同曲はアルバム中、唯一の他人の作品。『ライトミュージック』（ヤマハ音楽振興会）1974年2月号の連載「小室等のポップス談議」で拓郎が「いい歌と売れる歌とは一致しないね。『雨が空から降れば』は詩とメロディがバッチリ合って非常にいい歌なんだが、ヒットはしないのでは?」と言うと、作曲者である小室等が「そうだな」と相槌をうった。さらに拓郎は「売れると思う曲は分かる。『結婚しようよ』も『旅の宿』もレコーディングするときから売れると思っていた」と話した。

## 影響
ビーイングの創業者・長戸大幸は、音楽を諦めて京都でブティックを経営して、店も軌道に乗っていた23歳～25歳の時、本アルバム収録の「こうき心 '73」を聴き、体に電撃が走るほどのショックを受け、ブティックも結婚が決まっていた女性も友達も全部捨てて、「拓郎に会いたいと、100万円と車1台だけで1974年に再び上京した」と話している。dps2018年発売のメジャーデビューシングル「タイムライン」は、長戸プロデューサーから教授された本アルバムからインスピレーションを受けて制作された。

## 収録曲
- 全編曲[16]：瀬尾一三・村岡建

1. 春だったね '73
作詞：田口叔子 / 作曲：吉田拓郎
2. マークⅡ '73
作詞：吉田拓郎 / 作曲：吉田拓郎
  - デビュー曲ながら久しぶりの披露[3]
3. 君去りし後
作詞：岡本おさみ / 作曲：吉田拓郎
4. 君が好き
作詞：岡本おさみ / 作曲：吉田拓郎
5. 都万の秋
作詞：岡本おさみ / 作曲：吉田拓郎
  - 都万とは島根県隠岐島にあった都万村のことで、岡本おさみの隠岐の滞在体験をもとに歌詞が書かれた[17]。同村の漁港の様子を歌い、村役場は一時、チャイムに採用した[18]。地元のアマチュアバンドがコンサートで歌い継いでおり[18]、当地では若い世代にもよく知られているといわれる[17]。拓郎のレコーディングはこのアルバムのみ[3]。
6. むなしさだけがあった
作詞：田口叔子 / 作曲：吉田拓郎
7. 落陽
作詞：岡本おさみ / 作曲：吉田拓郎
有名なイントロのギターは高中正義[3]。これ以降何度も録音される曲だが、これがベストテイクとも評価される[3]。ファンからも人気の高い楽曲[8][19]。
8. 雨が空から降れば
作詞：別役実 / 作曲：小室等
  - 拓郎は演奏後のMCで「おそらくは何十年に1曲という名曲だと思います」と語っている。
9. こうき心 '73
作詞：吉田拓郎 / 作曲：吉田拓郎
10. 野の仏
作詞：岡本おさみ / 作曲：吉田拓郎
  - 歌詞に南こうせつが登場する。
11. 晩餐
作詞：岡本おさみ / 作曲：吉田拓郎
12. ひらひら
作詞：岡本おさみ / 作曲：吉田拓郎
13. 望みを捨てろ
作詞：岡本おさみ / 作曲：吉田拓郎

## 演奏者
- Vocal, Harmonica：吉田拓郎
- Ac.Guitar, Banjo, Dobro, Flat Mandolin：石川鷹彦
- Drums：田中清司
- E.Bass：岡澤章
- E.Guitar：高中正義・常富喜雄・吉田拓郎
- E.Piano：栗林稔
- Hammond Organ：松任谷正隆
- Ac.Guitar：田口清・吉田拓郎
- Percussions：内山修
- Back Ground Vocals：ウィルビーズ
- Brass Section：村岡建・羽島幸次・村田文治・佐野健一・新井英治
- Strings Section：新音楽協会

## 実際のセットリスト
中野サンプラザホール（1973/11/27）での実際のセットリストは以下の通り。
1. 春だったね ～
2. せんこう花火 ～
3. マークⅡ ～
4. ともだち
5. 君去りし後
6. 都万の秋
7. こうき心
8. 雨が空から降れば
9. むなしさだけがあった
10. 子供に
11. 新しい朝
12. 旅の宿
13. 心臓の歌 ～
14. 私が生まれた時 ～
15. ルームライト
16. 祭りのあと
17. パフ　with 猫
18. 広島商科大学応援歌～早稲田大学校歌　by 拓郎～田口
19. ある雨の日の情景　with 猫
20. 金曜日の朝
21. 晩餐
22. 野の仏
23. 襟裳岬
24. ビートルズが教えてくれた
25. 落陽
26. 君が好き
27. ひらひら
28. 望みを捨てろ